# Copa Roca 1923
La Copa Roca 1923 fue un torneo amistoso de fútbol disputado entre la selección brasileña y la selección argentina el 9 de diciembre de 1923, a partido único, en el país anfitrión, Argentina. Brasil estuvo representado por la Selección Carioca. Con una victoria por 2-0, Argentina ganó la Copa Roca por primera vez.

## Reglamento
Sólo hubo un partido y se jugó en suelo argentino, en el Estadio Sportivo Barracas de la ciudad de Buenos Aires, el 9 de diciembre de 1923. El vencedor del partido sería declarado campeón de la Copa Roca 1923.

## Partido
Argentina ejerció una intensa presión durante todo el partido. El portero brasileño Nelson fue el mejor del partido. En la segunda parte, Loizo centró y Dino la introdujo en su propia portería. 1 a 0. Onzari, a gran velocidad, encontró a Tarasconi, que marcó el segundo.

## Resultado
| 1     | POR   | Américo Tesoriere     |  |
|       | DEF   | Juan Carlos Iribarren |  |
|       | DEF   | Ángel Médici          |  |
|       | DEF   | Ludovico Bidoglio     |  |
|       | MED   | Roberto Seregni       |  |
|       | MED   | Cesáreo Onzari        |  |
|       | MED   | Emilio Solari         |  |
|       | MED   | Ángel Chiesa          |  |
|       | DEL   | Adán Loizo            |  |
|       | DEL   | Domingo Tarasconi     |  |
|       | DEL   | Antonio Cerrotti      |  |
| D. T. | D. T. | Ángel Vázquez         |  |

| 1     | POR   | Nélson      |  |
|       | DEF   | Pennaforte  |  |
|       | DEF   | Mica        |  |
|       | MED   | Dino        |  |
|       | MED   | Nesi        |  |
|       | MED   | Paschoal    |  |
|       | DEL   | Zezé        |  |
|       | DEL   | Coelho      |  |
|       | DEL   | Amaro       |  |
|       | DEL   | Nilo        |  |
|       | DEL   | Alemão      |  |
| D. T. | D. T. | Chico Netto |  |

| 70'; 82' | Domingo Tarasconi | 2:0 |

| 1     | POR   | Américo Tesoriere     |  |
|       | DEF   | Juan Carlos Iribarren |  |
|       | DEF   | Ángel Médici          |  |
|       | DEF   | Ludovico Bidoglio     |  |
|       | MED   | Roberto Seregni       |  |
|       | MED   | Cesáreo Onzari        |  |
|       | MED   | Emilio Solari         |  |
|       | MED   | Ángel Chiesa          |  |
|       | DEL   | Adán Loizo            |  |
|       | DEL   | Domingo Tarasconi     |  |
|       | DEL   | Antonio Cerrotti      |  |
| D. T. | D. T. | Ángel Vázquez         |  |

| 1     | POR   | Nélson      |  |
|       | DEF   | Pennaforte  |  |
|       | DEF   | Mica        |  |
|       | MED   | Dino        |  |
|       | MED   | Nesi        |  |
|       | MED   | Paschoal    |  |
|       | DEL   | Zezé        |  |
|       | DEL   | Coelho      |  |
|       | DEL   | Amaro       |  |
|       | DEL   | Nilo        |  |
|       | DEL   | Alemão      |  |
| D. T. | D. T. | Chico Netto |  |

| 70'; 82' | Domingo Tarasconi | 2:0 |

| 1     | POR   | Américo Tesoriere     |  |
|       | DEF   | Juan Carlos Iribarren |  |
|       | DEF   | Ángel Médici          |  |
|       | DEF   | Ludovico Bidoglio     |  |
|       | MED   | Roberto Seregni       |  |
|       | MED   | Cesáreo Onzari        |  |
|       | MED   | Emilio Solari         |  |
|       | MED   | Ángel Chiesa          |  |
|       | DEL   | Adán Loizo            |  |
|       | DEL   | Domingo Tarasconi     |  |
|       | DEL   | Antonio Cerrotti      |  |
| D. T. | D. T. | Ángel Vázquez         |  |

| 1     | POR   | Nélson      |  |
|       | DEF   | Pennaforte  |  |
|       | DEF   | Mica        |  |
|       | MED   | Dino        |  |
|       | MED   | Nesi        |  |
|       | MED   | Paschoal    |  |
|       | DEL   | Zezé        |  |
|       | DEL   | Coelho      |  |
|       | DEL   | Amaro       |  |
|       | DEL   | Nilo        |  |
|       | DEL   | Alemão      |  |
| D. T. | D. T. | Chico Netto |  |

| 70'; 82' | Domingo Tarasconi | 2:0 |

| 1     | POR   | Américo Tesoriere     |  |
|       | DEF   | Juan Carlos Iribarren |  |
|       | DEF   | Ángel Médici          |  |
|       | DEF   | Ludovico Bidoglio     |  |
|       | MED   | Roberto Seregni       |  |
|       | MED   | Cesáreo Onzari        |  |
|       | MED   | Emilio Solari         |  |
|       | MED   | Ángel Chiesa          |  |
|       | DEL   | Adán Loizo            |  |
|       | DEL   | Domingo Tarasconi     |  |
|       | DEL   | Antonio Cerrotti      |  |
| D. T. | D. T. | Ángel Vázquez         |  |

| 1     | POR   | Nélson      |  |
|       | DEF   | Pennaforte  |  |
|       | DEF   | Mica        |  |
|       | MED   | Dino        |  |
|       | MED   | Nesi        |  |
|       | MED   | Paschoal    |  |
|       | DEL   | Zezé        |  |
|       | DEL   | Coelho      |  |
|       | DEL   | Amaro       |  |
|       | DEL   | Nilo        |  |
|       | DEL   | Alemão      |  |
| D. T. | D. T. | Chico Netto |  |

| 70'; 82' | Domingo Tarasconi | 2:0 |

| Bandera de Argentina |
| Campeón Argentina    |
| 1.er Título          |

## Goles
| Futbolista        | Selección | Goles |
| ----------------- | --------- | ----- |
| Domingo Tarasconi | Argentina | 1     |
| Dino (autogol)    | Brasil    | 1     |

## Asistentes
| Jugador        | Selección | Asistente |
| -------------- | --------- | --------- |
| Cesáreo Onzari | Argentina | 1         |